# Milanesa
Une milanesa (mot espagnol, catalan et portugais signifiant « milanaise ») est une variation sud-américaine d'un plat italien et désigne génériquement différents types de préparations panées. La milanesa a été introduite en Argentine par des immigrants italiens durant l'émigration de masse de la diaspora italienne entre 1860 et 1920. Son nom tire probablement son origine de la cotoletta alla Milanese, qui est similaire à la Wiener Schnitzel et à la « côtelette révolution française ».

## Recette
Une milanesa consiste en de fines tranches de bœuf, de poulet, de veau ou parfois de porc, ou encore d'aubergines, de tempeh ou de soja. Chaque tranche est trempée dans des œufs battus, assaisonnés avec du sel et d'autres condiments variant selon les recettes (par exemple de l'ail, du persil ou de l'origan). Chaque tranche est ensuite plongée dans de la chapelure (ou parfois de la farine) et légèrement frite dans de l'huile.

## Consommation
La milanesa se mange soit comme un plat (al plato), le plus souvent avec une garniture faite de salade, de purée ou de frites, soit en sandwich (sándwich de milanesa) en Argentine, en Bolivie et au Paraguay (milanesa al pan en Uruguay). Ce sandwich peut ne contenir que de la milanesa ou inclure de la salade, des tomates, des œufs, du jambon ou du fromage, voire tous ces ingrédients, auquel cas il se nomme completo.